# Tầng đất đóng băng vĩnh cửu

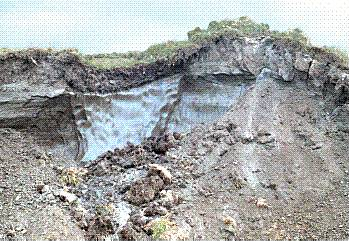
Dốc đất đóng băng vĩnh cửu trượt xuống, lộ ra lớp băng giá

Trong địa chất học, tầng đất đóng băng vĩnh cửu hay tầng băng vĩnh cửu là tầng đất ở hoặc dưới điểm đóng băng của nước 0 °C (32 °F) trong hai năm trở lên. Hầu hết các lớp băng vĩnh cửu nằm ở vĩ độ cao (tức đất gần Bắc Cực và Nam Cực) có thể xảy ra trên các núi ở vĩ độ thấp hơn nhiều. 